# Tryplety

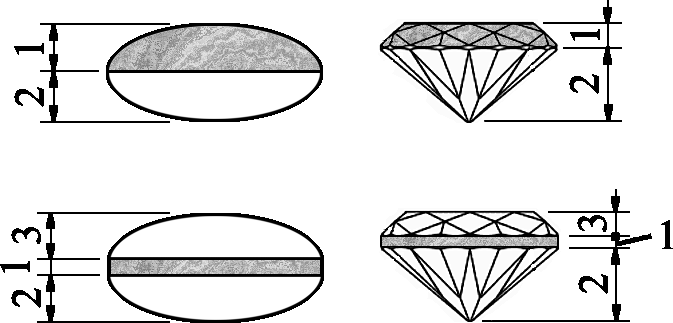
dublet i tryplet

Tryplety – są to sztucznie sporządzone kamienie, składające się z trzech części, z których środkowa część jest najczęściej wykonana ze szkła odpowiedniej barwy. 
W ten sposób naśladowane są nieraz szmaragdy, w których górna i dolna część jest sporządzona z berylu, a środkowa ze szkła.
Na koronę i na podstawę kamienia stosuje się naturalne bezbarwne lub barwne przezroczyste kryształy (rubin, szafir), ale niskiej jakości, którym poprawia się barwę dodaniem cienkiej rondysty z intensywnie zabarwionego innego minerału albo wpolerowaniem barwnika do dobrze wypolerowanych płaszczyzn przeznaczonych do sklejenia lub zaspawania. Te, tak zwane „smaryle”, łatwo rozpoznać w oleju (okażą się te kamienie sklejonymi i ewentualnie bezbarwnymi w widoku z boku).
Zastosowanie do różnych fantazyjnych ozdób takich sklejanych różnobarwnych kamieni daje w efekcie ciekawe i wartościowe egzemplarze. 
Kamienie składane nie mogą być oferowane jako kamienie naturalne – mają niższą wartość. Należy też zaznaczyć w jakich rozpuszczalnikach można je czyścić, aby się po prostu nie rozpadły.
Ostatnio, gdy stosuje się coraz więcej kamieni syntetycznych, dublety i tryplety są coraz rzadziej wykonywane.